# 小林宏 (カーリング選手)
小林 宏（こばやし ひろし、1947年5月9日 - 2016年2月18日）は、長野県出身の日本のカーリング選手、富士急行の女子カーリングチーム「チームフジヤマ」の元ゼネラルマネージャー兼ヘッドコーチ。株式会社スポーティングカナダの元代表取締役社長。

## 人物・来歴・エピソード等
長野県野沢北高等学校時代は、スピードスケートで活躍。中央大学商学部卒業。
1979年にカーリングに出会い、1986年と1987年にチーム「東京MAX」のメンバーとして日本カーリング選手権優勝。
1992年アルベールビルオリンピックでは公開競技として行われたカーリングの日本代表監督を務め、1998年当時はオリンピック正式種目として初めての実施とされた1998年長野オリンピックではカーリングの競技委員長を務める。1998年から2005年までは神奈川県カーリング協会のチーム「Maple leafs」の選手としても活躍。その後も、カーリングの普及活動と選手としての活動を並行して行っている。
2005年12月2日には、自費で1億3000万円をかけ、山梨県山中湖村に通年利用可能な国内初の民間運営でのカーリング場「カールプレックスフジ」を建設し、山中湖メイプルカーリングクラブ及びスポーティングカナダ社を設立する。2013年9月1日時点における会員数は、約300名である。
冬季オリンピックにおいては、2006年トリノオリンピック及び2010年バンクーバーオリンピックで、テレビの実況放送の解説者を務めた。その熱意がこもった的確かつ分かりやすく、また日本の対戦相手のプレーに対しても敬意を払い賛辞を贈る解説スタイルは視聴者にも好意的に受け止められた。その例として「よし!よし!よーし!!」「すごい!!パーフェクトだ!!」「イェス!イェス!イェーース!!」などがある。また、バンクーバーオリンピック女子カーリング準決勝・カナダ-スイス戦でスイスのスキップ、ミリアム・オットのスーパーショットに対して「これがカーリングだ!This is Curling!」と絶叫。実況を務めた藤井貴彦（日本テレビアナウンサー）が「小林さんが英語を使い始めました」とコメントしたのに対し、咄嗟に「ここはカナダだ」と返した。世間の注目が集まるオリンピックのテレビ中継での解説ぶりや、それにまつわる新聞報道等により、小林の名が知られるようになり、また日本のカーリング競技における第一人者の1人であることが広く認知されることとなった。
2010年8月9日、富士急行の女子カーリングチーム「チームフジヤマ」のゼネラルマネージャー兼ヘッドコーチに就任した。
2012年、トリノオリンピックゴールドメダリスト Russ Howardと一緒に、H&K Dream Projectを始動した。
2013年4月1日、軽井沢アイスパークのオープニングイベントの中で、日本のカーリングが将来どのように発展したら文化に近づけるかをテーマとし、生涯スポーツとしてのカーリング、競技スポーツとしてのカーリングの両面から、カーリング界への提言を目的とした軽井沢カーリング会議を設立し、代表に就任した。
2016年、複数のメンバーと一緒にWorld Curling Tourのアジア太平洋地区統括として　Asia Pacific Curling Tourを立ち上げる。
膵臓に癌が見つかり治療を続けていたが、2016年2月18日に死去。